# Katarina Branković
Katarina Branković, Katarina Kantakuzina Branković ali Katarina Kantakuzin Branković  ali Katarina Kantakuzen Branković, celjska grofica in kneginja, * 1418 ali 1419, † okrog 1490.

## Življenje
Katarina Kantakuzen Branković je bila hči bizantinske princese Eirene Kantakuzen in srbskega despota Đurađa Brankovića. 20. aprila 1434 se je poročila s celjskim grofom Ulrikom II. Celjskim, vplivnim plemičem, ki je leta 1436 postal celjski knez. Z njim je imela tri otroke -  Hermana IV. († 1452), Jurija († 1443) in Elizabeto II. († 1455), a so vsi umrli še v času Ulrikovega življenja. Ko je Ulrik II. leta 1456 v umrl v beograjski zaroti, ki sta jo pripravila Ladislav Hunyadi in njegov mlajši brat Matija Korvin, je Katarina za kratek čas zavladala v celjski kneževini in zagorski grofiji, vendar se je v zameno za letno rento morala v korist Habsburžanov Celjski kneževini odpovedati že leta 1458,  leta 1460 pa je izgubila tudi Zagorsko grofijo. Na račun dediščine, ki se ji je odrekla, ji je cesar v dosmrten užitek podelil Krško in letno rento. S pridobljeno rento in denarjem, ki ga je dobila po pogodbi z Janom Vitovcem, je Katarina begala od Belega gradu v Furlaniji do Benetk in do Dubrovnika, dokler se ni vrnila domov v Osmansko carstvo – na srbsko področje v današnji Makedoniji – k sestri Mari, vdovi po sultanu Muratu II. Katarina je umrla okrog leta 1490.

## Dosežki
Sposobnosti kneginje so se pokazale leta 1456, ko je v zanjo neugodnih razmerah v boju za dediščino Celjskih grofov (knezov) za kratek čas uspela prevzeti oblast v Celjski kneževini in Zagorski grofiji, kar je dosežek, ki so ga v srednjem veku zmogle le redke ženske. Katarina je bila kot dedinja svojih otrok (umrli že pred smrtjo moža) namreč med glavnimi pretendenti za celjsko dediščino. Celjsko plemstvo, ki ga je kneginja vodila od leta 1456, je bilo soglasno glede postavitve sposobnega Jana Vitovca na mesto vrhovnega poveljnika celjskih čet. Čeprav je Katarino v boju za oblast oviral njen spol, pa tudi habsburško-celjska dedna pogodba v korist Habsburžanov (ker je bila brez živih potomcev), se je ob Vitovčevi vojaški pomoči Katarina ob Ladislavu Posmrtniku, Goriškem grofu Janžu in Frideriku III. Habsburškem vseeno lahko potegovala za obsežno celjsko dediščino Vitovec je tako leta 1457 vodil uspešne boje proti Frideriku III. in je začasno obvladoval Celje, Radovljico, Škofjo Loko in Kranj Še leta 1457 je Katarina razsojala tudi v spornih zadevah iz kraljevega mesta Gradca (danes del Zagreba).
Razmere pa so se leta 1457 z nenadno smrtjo Ladislava Posmrtnika obrnile proti kneginji in v korist Habsburžanov. Vitovec je leta 1457 že vodil tudi lastno politiko in je v boju za ogrsko nasledstvo podprl Matijo Korvina, za kar je bil že leta 1457 nagrajen s položajem slavonskega bana. Čeprav je Katarina kot pravoslavna plemkinja na celjski dvor prišla skupaj s pravoslavnimi duhovniki in je tudi v novi domovini še dolgo časa ohranila svojo pravoslavno vero, je verjetno v povezavi z neugodnim razvojem dogodkov v Slavoniji najkasneje leta 1458 prestopila v katoliško vero, saj je v zagrebškem Gradcu tega leta že prejemala usluge katoliškega kaplana. Položaj kneginje je vseeno naglo slabel. Ko je oslabljena Katarina že leta 1458 v Varaždinu podpisala mirovno pogodbo s Friderikom III. Habsurškim in mu prepustila področje celjske dediščine v tedanjih avstrijskih predelih, je leta 1459 tudi Vitovec začasno pristal na dvorjenje Habsburžana Friderika III. To je bil politični konec kneginje Katarine – v službi Friderika III. je Vitovec že leta 1460 dokončno porazil Goriške, zaradi podpore politiki Habsburžana Friderika III. proti politiki Matije Korvina pa je v Slavoniji nevarno ogrozil tudi Katarinine interese: leta 1459 je postal baron Krapinski, leta 1460 pa tudi grof Zagorski. Leta 1461 je poražena Katarina ostanek svoje posesti prodala banu Vitovcu, vključno z upravo kraljevskega mesta Gradec.

## Priznanja
- celjska grofica (20. aprila 1434)
- celjska kneginja (30. novembra 1434)
- kot ženska postane samostojna vladarica Celjske kneževine in Zagorske grofije (po smrti moža Ulrika II.). Po svojem izpostavljenem političnem položaju je v slovenski zgodovini primerljiva z vojvodinjo Judito (10. stoletja), Marijo Terezijo in morda Pribislavko (v kolikor je slednji karantanski vladar ženskega spola).

Danes njej v spomin v Zagrebu obstaja Srpska pravoslavna splošna gimnazija Kantakuzina Katarina Branković